# 艾麗·班柏
埃莉诺·伊丽莎白·班柏（Eleanor Elizabeth Bamber，1997年2月2日—）是一位英格兰演員。在電視上，她因在BBC 系列《悲慘世界》（2018年）、《克里斯汀·基勒的審判》（2019-2020年）和《蛇惑》（2021年）以及Disney+ 系列《柳樹》 （2022年）中的角色而聞名。

## 早期生活
出生於英格兰薩里郡，有一個弟弟盧卡斯。她的父親戴維 (David) 在金融界工作，母親佐伊 (Zoe) 是她的經理。

## 职业

### 剧院
12 岁时，成为演员戏剧俱乐部最年轻的成员。13 岁时，她被特雷弗·南恩爵士选中，在梅尼尔巧克力工厂的《爱的观点》中扮演“年轻的珍妮”一角。在出演电视和电影角色后，她重返音乐剧界，在伦敦老维克剧院的《上流社会》中饰演主角，扮演捣蛋的青少年“黛娜·洛德”。该剧由玛丽亚·弗里德曼执导，是凯文·史派西担任艺术总监期间的最后一部作品。演出结束后，2015 年 11 月，她被提名为“标准晚报戏剧奖”“最佳音乐剧新人”。
2017 年，她在唐玛仓库剧院由夸梅·奎-阿玛执导的《海上夫人》中饰演希尔德，并凭借该剧获得伊恩·查尔森奖三等奖。

### 电视和电影

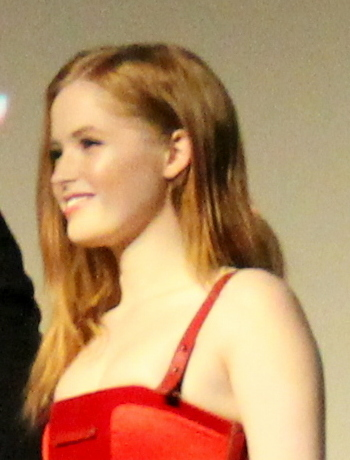
艾麗·班柏（2016年）

她的银幕处女作是英国广播公司的电影《堕落》（2014年）。 同年，她在《傲慢與偏見與殭屍》中饰演班纳特家最小的莉迪亚·班纳特，与她一起出演的还有莉莉·詹姆斯（Lily James）、道格拉斯·布斯（Douglas Booth）、山姆·萊利（Sam Riley）和馬特·史密斯（Matt Smith）。
2016年，出現在湯姆·福特的《夜行动物》中，飾演杰克·吉林哈尔（Jake Gyllenhaal）和艾拉·費雪（Isla Fisher）角色的女兒，並在艾美·亞當斯（Amy Adams）主演的電影中扮演角色。同年，拍攝了劇情片《課外活動》。
2017年，也根據林韜的《台北》一書拍攝了高清電影。同年，出現在尚恩·曼德斯的歌曲“There's Nothing Holdin' Me Back”的音樂錄影帶中。 2018年，與姬拉·麗莉和摩根·弗里曼一起出演《胡桃鉗與奇幻四國》。 2018年，在劇情片《瑪莉的七煩惱》中飾演主角瑪麗。
2019年，與多米尼克·韦斯特和奧莉薇雅·柯爾曼一起在英國廣播公司第一台電視連續劇《悲慘世界》中扮演成年珂賽特。今年稍後（12 月），她將與蘇菲·庫克森（Sophie Cookson）和詹姆士·諾頓（James Norton）一起在英國廣播公司第一台的另一部劇集《克里斯汀·基勒的審判》中飾演曼迪·賴斯-戴維斯。 2021年，主演了 英國廣播公司第一台的另一部劇集《蛇惑》，在劇中她飾演安吉拉·凱恩。
2022 年，在 Disney+ 1988年同名電影續集《柳樹》中飾演多夫/埃羅拉·達南。